# Lijst van voetbalinterlands Italië - Malta
Deze lijst van voetbalinterlands is een overzicht van alle officiële voetbalwedstrijden tussen de nationale teams van Italië en Malta. De landen hebben tot op heden tien keer tegen elkaar gespeeld. De eerste ontmoeting was een kwalificatiewedstrijd voor het Europees kampioenschap voetbal 1988 in Ta' Qali op 6 februari 1986. Het laatste duel, een kwalificatiewedstrijd voor het Europees kampioenschap voetbal 2024, vond plaats op 14 oktober 2023 in Bari.

## Wedstrijden
| №  | Plaats   | Datum             | Competitie           | Wedstrijd      | Uitslag |
| -- | -------- | ----------------- | -------------------- | -------------- | ------- |
| 1  | Ta' Qali | 6 februari 1986   | EK 1988 kwalificatie | Malta − Italië | 0 − 2   |
| 2  | Bergamo  | 24 januari 1987   | EK 1988 kwalificatie | Italië − Malta | 5 − 0   |
| 3  | Ta' Qali | 19 december 1992  | WK 1994 kwalificatie | Malta − Italië | 1 − 2   |
| 4  | Palermo  | 24 maart 1993     | WK 1994 kwalificatie | Italië − Malta | 6 − 1   |
| 5  | Modena   | 11 september 2012 | WK 2014 kwalificatie | Italië − Malta | 2 − 0   |
| 6  | Ta' Qali | 26 maart 2013     | WK 2014 kwalificatie | Malta − Italië | 0 − 2   |
| 7  | Ta' Qali | 13 oktober 2014   | EK 2016 kwalificatie | Malta − Italië | 0 − 1   |
| 8  | Florence | 3 september 2015  | EK 2016 kwalificatie | Italië – Malta | 1 − 0   |
| 9  | Ta' Qali | 26 maart 2023     | EK 2024 kwalificatie | Malta − Italië | 0 − 2   |
| 10 | Bari     | 14 oktober 2023   | EK 2024 kwalificatie | Italië − Malta | 4 − 0   |

## Samenvatting
| Competitie      | Totaal gespeeld | Winst Italië | Gelijk | Winst Malta | Doelsaldo Italië – Malta |
| --------------- | --------------- | ------------ | ------ | ----------- | ------------------------ |
| WK-kwalificatie | 4               | 4            | 0      | 0           | 12 − 2                   |
| EK-kwalificatie | 6               | 6            | 0      | 0           | 15 − 0                   |
| Totaal          | 10              | 10           | 0      | 0           | 27 − 2                   |

## Details

### Eerste ontmoeting
| EK 1988 kwalificatie (Ta'Qali, Malta, 6 december 1986): |              | |
| Malta | 0 – 2        | Italië |
| | goals        | 11' Riccardo Ferri 19' Alessandro Altobelli |
| Guentcho Dobrev | bondscoach   | Azeglio Vicini |
| John Bonello Martin Scicluna William Mackay 33' Chris Laferla John Holland John Buttigieg Carmel Busuttil Ray Vella Martin Gregory 83' Nardu Farrugia Michael Degiorgio | opstellingen | Walter Zenga Giuseppe Bergomi Sebastiano Nela Franco Baresi Riccardo Ferri 65' Salvatore Bagni Roberto Donadoni 74' Giuseppe Dossena Alessandro Altobelli Giuseppe Giannini Gianluca Vialli |
| Alex Azzopardi 33' Charles Scerri 83' | wissels      | 65' Fernando De Napoli 74' Gianfranco Matteoli |
| - Debuut van William Mackay (Valletta FC) voor Malta. - Debuut van Gianfranco Matteoli (Inter) en Giuseppe Giannini (AS Roma) voor Italië.                              |              | |

### Tweede ontmoeting
| EK 1988 kwalificatie (Bergamo, Italië, 24 januari 1987): |              | |
| Italië | 5 – 0        | Malta |
| Salvatore Bagni 4' Giuseppe Bergomi 9' Alessandro Altobelli 24' Alessandro Altobelli 35' Gianluca Vialli 45'                                                                                | goals        | |
| Azeglio Vicini | bondscoach   | Guentcho Dobrev |
| Walter Zenga Giuseppe Bergomi Antonio Cabrini Franco Baresi Riccardo Ferri Salvatore Bagni 56' Roberto Donadoni Giuseppe Dossena 56' Alessandro Altobelli Giuseppe Giannini Gianluca Vialli | opstellingen | John Bonello Joe Galea Martin Scicluna John Buttigieg John Holland Kristian Laferla Carmel Busuttil Raymond Vella 66' Martin Gregory 25' Leonard Farrugia Michael Degiorgio |
| Fernando De Napoli 56' Gianfranco Matteoli 56' | wissels      | 25' Charles Scerri 66' Dennis Cauchi |
| | gele kaarten | 14' Michael Degiorgio 88' Kristian Laferla |
| - Debuut van Joe Galea (Rabat Ajax) voor Malta. |              | |

### Derde ontmoeting
| WK 1994 kwalificatie (Ta'Qali, Malta, 19 december 1992): |              | |
| Malta | 1 – 2        | Italië |
| Martin Gregory 86' | goals        | 60' Gianluca Vialli 63' Giuseppe Signori |
| Philip Psayla | bondscoach   | Arrigo Sacchi |
| David Cluett Silvio Vella Richard Buhagiar 46' Joe Galea Joe Brincat John Buttigieg Alex Busuttil Nicky Saliba 77' Martin Gregory Kristian Laferla Charles Scerri | opstellingen | Gianluca Pagliuca Paolo Maldini 46' Alberto Di Chiara Stefano Eranio Alessandro Costacurta Franco Baresi 59' Roberto Donadoni Demetrio Albertini Gianluca Vialli Alberigo Evani Giuseppe Signori |
| Edwin Camilleri 46' Raymond Vella 77' | wissels      | 46' Alessandro Bianchi 59' Marco Simone |
| | rode kaarten | 67' Franco Baresi |
| - Debuut van Marco Simone (AC Milan) voor Italië. |              | |

### Vierde ontmoeting
| WK 1994 kwalificatie (Palermo, Italië, 24 maart 1993): |              | |
| Italië | 6 – 1        | Malta |
| Dino Baggio 19' Giuseppe Signori 38' Pietro Vierchowod 48' Roberto Mancini 58' Paolo Maldini 73' Roberto Mancini 89'                                                            | goals        | 68' (pen.) Carmel Busuttil |
| Arrigo Sacchi | bondscoach   | Philip Psayla |
| Gianluca Pagliuca 83' Sergio Porrini Paolo Maldini Dino Baggio Pietro Vierchowod Franco Baresi Diego Fuser Demetrio Albertini Alessandro Melli Roberto Mancini Giuseppe Signori | opstellingen | David Cluett Silvio Vella Jesmond Zerafa Joe Galea Nicky Saliba Kristian Laferla Carmel Busuttil Raymond Vella 57' Martin Gregory 72' Michael Degiorgio Charles Scerri |
| Luca Marchegiani 83' | wissels      | 57' Jesmond Delia 72' Hubert Suda |
| Gianluca Pagliuca 67' | gele kaarten | 43' Martin Gregory 58' David Cluett |
| - Debuut van Sergio Porrini (Atalanta Bergamo) en Alessandro Melli (AC Parma) voor Italië.                                                                                      |              | |

### Vijfde ontmoeting
| WK 2014 kwalificatie (Modena, Italië, 11 september 2012): |              | |
| Italië | 2 – 0        | Malta |
| Mattia Destro 5' Federico Peluso 90+2' | goals        | |
| Cesare Prandelli | bondscoach   | Pietro Ghedin |
| Gianluigi Buffon Federico Peluso Mattia Cassani Claudio Marchisio Pablo Osvaldo 69' Andrea Barzagli Leonardo Bonucci Mattia Destro 82' Andrea Pirlo Alessandro Diamanti 46' Antonio Nocerino | opstellingen | Andrew Hogg 86' Alex Muscat Gareth Sciberras Andrei Agius Luke Dimech 69' Daniel Bogdanović Roderick Briffa Michael Mifsud André Schembri Edward Herrera Steve Borg |
| Lorenzo Insigne 46' Giampaolo Pazzini 69' Sebastian Giovinco 82' | wissels      | 69' Andrew Cohen 86' Ryan Camilleri |
| | gele kaarten | 51' Alex Muscat 71' André Schembri 75' Andrew Cohen 90+1' Andrew Hogg                                                                                               |
| - Debuut van Lorenzo Insigne (SSC Napoli) voor Italië. |              | |

### Zesde ontmoeting
| WK 2014 kwalificatie (Attard, Malta, 26 maart 2013): |              | |
| Malta | 0 – 2        | Italië |
| | goals        | 8' Mario Balotelli 45' Mario Balotelli |
| Pietro Ghedin | bondscoach   | Cesare Prandelli |
| Justin Haber Jonathan Caruana Alex Muscat Gareth Sciberras Luke Dimech Clayton Failla 82' Roderick Briffa Michael Mifsud 88' André Schembri Edward Herrera Ryan Camilleri | opstellingen | Gianluigi Buffon Mattia De Sciglio Ignazio Abate Claudio Marchisio Andrea Barzagli Riccardo Montolivo Leonardo Bonucci Andrea Pirlo 61' Emanuele Giaccherini 86' Mario Balotelli 76' Stephan El Shaarawy |
| Andrew Cohen 82' Terence Vella 88' | wissels      | 61' Antonio Candreva 76' Alessio Cerci 86' Alberto Gilardino |
| | gele kaarten | 16' Gianluigi Buffon |

### Zevende ontmoeting
| EK 2016 kwalificatie (Attard, Malta, 13 oktober 2014): |              | |
| Malta | 0 – 1        | Italië |
| | goals        | 23' Graziano Pellè |
| Pietro Ghedin | bondscoach   | Antonio Conte |
| Andrew Hogg Andrei Agius Ryan Camilleri Clayton Failla 90+3' Paul Fenech Roderick Briffa John Mintoff 72' Zach Muscat Michael Mifsud André Schembri 85' Rowen Muscat | opstellingen | Gianluigi Buffon Leonardo Bonucci Manuel Pasqual Giorgio Chiellini Matteo Darmian Claudio Marchisio Antonio Candreva Marco Verratti 59' Alessandro Florenzi 65' Ciro Immobile 76' Graziano Pellè |
| Clifford Gatt Baldacchino 72' Andrew Cohen 85' Steve Bezzina 90+3'                                                                                                   | wissels      | 59' Alberto Aquilani 65' Sebastian Giovinco 76' Angelo Ogbonna |
| Roderick Briffa 41' | gele kaarten | 43' Matteo Darmian |
| Michael Mifsud 27' | rode kaarten | 73' Leonardo Bonucci |
| - Debuut van aanvaller Graziano Pellè (Southampton) voor Italië. |              | |

FIGC · A-internationals · Selecties · Bondscoaches · Italiaans vrouwenelftal · Olympisch elftal · Italië U21 · Italië U20 · Italië U19 · Italië U18 · Italië U17 · Italië U16 · Vrouwen U17
1910 – 1919 ·
1920 – 1929 ·
1930 – 1939 ·
1940 – 1949 ·
1950 – 1959 ·
1960 – 1969 ·
1970 – 1979 ·
1980 – 1989 ·
1990 – 1999 ·
2000 – 2009 ·
2010 – 2019 ·
2020 − 2029
EK's: 1968 · 
1980 · 
1988 · 
1996 · 
2000 · 
2004 · 
2008 · 
2012 · 
2016 ·
2020 ·
2024
WK's: 1934 · 
1938 · 
1950 · 
1954 · 
1962 · 
1966 · 
1970 · 
1974 · 
1978 · 
1982 · 
1986 · 
1990 · 
1994 · 
1998 · 
2002 · 
2006 · 
2010 · 
2014
OS: 1912 · 
1920 · 
1924 · 
1928 · 
1936 · 
1948 · 
1952 · 
1960 · 
1984 · 
1988 · 
1992 · 
1996 · 
2000 · 
2004 · 
2008
1911 · 
1912 · 
1913 · 
1914 · 
1915 · 
1916 · 1917 · 1918 · 1919 · 
1920 · 
1921 · 
1922 · 
1923 · 
1924 · 
1925 · 
1926 · 
1927 · 
1928 · 
1929 · 
1930 · 
1931 · 
1932 · 
1933 · 
1934 · 
1935 · 
1936 · 
1937 · 
1938 · 
1939 · 
1940 · 
1941 · 
1942 · 
1943 · 1944 · 
1945 · 
1946 · 
1947 · 
1948 · 
1949 · 
1950 · 
1952 · 
1952 · 
1953 · 
1954 · 
1955 · 
1956 · 
1957 · 
1958 · 
1959 · 
1960 · 
1961 · 
1962 · 
1963 · 
1964 · 
1965 · 
1966 · 
1967 · 
1968 · 
1969 · 
1970 · 
1971 · 
1972 · 
1973 · 
1974 · 
1975 · 
1976 · 
1977 · 
1978 · 
1979 · 
1980 · 
1981 · 
1982 · 
1983 · 
1984 · 
1985 · 
1986 · 
1987 · 
1988 · 
1989 · 
1990 ·
1991 · 
1992 · 
1993 · 
1994 · 
1995 · 
1996 · 
1997 · 
1998 · 
1999 · 
2000 · 
2001 · 
2002 · 
2003 · 
2004 · 
2005 · 
2006 · 
2007 · 
2008 · 
2009 · 
2010 · 
2011 · 
2012 · 
2013 · 
2014 · 
2015 · 
2016 · 
2017 ·
2018 ·
2019 ·
2020 ·
2021 ·
2022 ·
2023 ·
2024
Albanië ·
Algerije ·
Argentinië ·
Armenië ·
Australië ·
Azerbeidzjan ·
België ·
Bosnië en Herzegovina ·
Brazilië ·
Bulgarije ·
Canada ·
Chili ·
China ·
Costa Rica ·
Cyprus ·
DDR ·
Denemarken ·
Duitsland ·
Ecuador ·
Egypte ·
Engeland ·
Estland ·
Faeröer ·
Finland ·
Frankrijk ·
Georgië ·
Ghana ·
Griekenland ·
Haïti ·
Hongarije ·
Ierland ·
IJsland ·
Israël ·
Ivoorkust ·
Japan ·
Joegoslavië ·
Kameroen ·
Kroatië ·
Liechtenstein · 
Litouwen ·
Luxemburg ·
Malta ·
Marokko ·
Mexico ·
Moldavië ·
Montenegro ·
Nederland ·
Nieuw-Zeeland ·
Nigeria ·
Noord-Ierland ·
Noord-Korea ·
Noord-Macedonië ·
Noorwegen ·
Oekraïne ·
Oostenrijk ·
Paraguay ·
Peru ·
Polen ·
Portugal ·
Roemenië ·
Rusland ·
San Marino ·
Saoedi-Arabië ·
Schotland ·
Servië ·
Servië en Montenegro ·
Slovenië ·
Slowakije ·
Sovjet-Unie ·
Spanje ·
Tsjechië ·
Tsjecho-Slowakije ·
Tunesië ·
Turkije ·
Uruguay ·
Venezuela ·
Verenigde Staten ·
Wales ·
Wit-Rusland ·
Zuid-Afrika ·
Zuid-Korea ·
Zweden ·
Zwitserland
Argentinië (1982) · 
Australië (2006) · 
België (2016) · 
België (2021) · 
Brazilië (1970) · 
Brazilië (1982) · 
Brazilië (1994) · 
Costa Rica (2014) · 
Duitsland (2006) · 
Duitsland (2012) · 
Engeland (2012) ·
Engeland (2014) ·
Engeland (2021) ·
Frankrijk (2000) · 
Frankrijk (2006) · 
Frankrijk (2008) · 
Ghana (2006) · 
Hongarije (1938) · 
Ierland (2012) · 
Joegoslavië (1968) · 
Kameroen (1982) · 
Kroatië (2012) · 
Nederland (2008) · 
Nieuw-Zeeland (2010) · 
Oekraïne (2006) · 
Oostenrijk (2021) · 
Paraguay (2010) · 
Peru (1982) · 
Polen (1982, 1) · 
Polen (1982, 2) · 
Roemenië (2008) · 
Spanje (2008) ·
Spanje (2012, 1) ·
Spanje (2012, 2) ·
Spanje (2016) ·
Spanje (2021) ·
Tsjechië (2006) · 
Turkije (2021) · 
Uruguay (2014) · 
Verenigde Staten (2006) · 
Wales (2021) · 
West-Duitsland (1982) · 
Zweden (2016) · 
Zwitserland (2021)
Malta Football Association · A-internationals · Bondscoaches · Statistieken · Maltees vrouwenelftal · Malta U21 · Malta U20 · Malta U19 · Malta U18 · Malta U17 · Malta U16
1957 – 1959 ·
1960 – 1969 ·
1970 – 1979 ·
1980 – 1989 ·
1990 – 1999 ·
2000 – 2009 ·
2010 – 2019 ·
2020 − 2029
1957 · 
1958 · 
1959 · 
1960 · 
1961 · 
1962 · 
1963 · 
1964 · 
1965 · 
1966 · 
1967 · 1968 · 
1969 · 
1970 · 
1971 · 
1972 · 
1973 · 
1974 · 
1975 · 
1976 · 
1977 · 
1978 · 
1979 · 
1980 · 
1981 · 
1982 · 
1983 · 
1984 · 
1985 · 
1986 · 
1987 · 
1988 · 
1989 · 
1990 ·
1991 · 
1992 · 
1993 · 
1994 · 
1995 · 
1996 · 
1997 · 
1998 · 
1999 · 
2000 · 
2001 · 
2002 · 
2003 · 
2004 · 
2005 · 
2006 · 
2007 · 
2008 · 
2009 · 
2010 · 
2011 · 
2012 · 
2013 · 
2014 · 
2015 · 
2016 ·
2017 ·
2018 ·
2019 ·
2020 ·
2021 ·
2022
Albanië ·
Algerije ·
Andorra ·
Angola ·
Armenië ·
Azerbeidzjan ·
België ·
Bosnië en Herzegovina · 
Bulgarije ·
Canada ·
Centraal-Afrikaanse Republiek ·
Cyprus ·
DDR ·
Denemarken ·
Duitsland ·
Egypte ·
Engeland ·
Estland ·
Faeröer ·
Finland ·
Frankrijk ·
Gabon ·
Georgië ·
Gibraltar · 
Griekenland ·
Hongarije ·
Ierland ·
IJsland ·
Indonesië ·
Israël ·
Italië ·
Japan ·
Joegoslavië ·
Jordanië ·
Kaapverdië ·
Kazachstan ·
Koeweit ·
Kosovo ·
Kroatië ·
Letland ·
Libanon ·
Libië ·
Liechtenstein ·
Litouwen ·
Luxemburg ·
Moldavië ·
Nederland ·
Noord-Ierland ·
Noord-Macedonië ·
Noorwegen ·
Oekraïne ·
Oostenrijk ·
Polen ·
Portugal ·
Qatar ·
Roemenië ·
Rusland ·
San Marino ·
Schotland ·
Slovenië ·
Slowakije ·
Spanje ·
Thailand ·
Tsjechië ·
Tsjecho-Slowakije ·
Tunesië · 
Turkije · 
Venezuela · 
Verenigde Arabische Emiraten ·
Verenigde Staten ·
Wales ·
Wit-Rusland ·
Zuid-Afrika ·
Zuid-Korea ·
Zweden ·
Zwitserland